# Людвиг Вильгельм Баварский (1884—1968)
Людвиг Вильгельм Баварский (нем. Ludwig Wilhelm in Bayern; 17 января 1884, монастырь Тегернзее, Королевство Бавария — 5 ноября 1968, Вильдбад Кройт, Бавария) — с 1909 года был главой младшей ветви дома Виттельсбахов, герцогов Баварских.

## Жизнь
Людвиг Вильгельм родился в замке Тегернзее и был старшим сыном герцога Карла Теодора Баварского и его второй жены, португальской инфанты Марии Жозе.
Королевским приказом короля Леопольда II он стал кавалером Большого креста ордена Леопольда I в качестве подарка на свадьбу его сестры Елизаветы в 1900 году. Однако принцу было всего 14 лет, и на сегодняшний день он остаётся одним из самых молодых кавалеров Большого креста в истории Бельгии.
Он женился на принцессе Элеоноре Анне Люси цу Сайн-Витгенштейн-Берлебург, дочери принца Франца цу Сайн-Витгенштейн-Берлебурга и графини Юлии Кавальканти д’Альбукерке де Вильнёв, 19 марта 1917 года в Кройте. У них не было детей.
После смерти жены 20 февраля 1965 года он усыновил внука своей сестры Марии Габриэллы, Макса Эммануила, который и стал его наследником.
Людвиг Вильгельм умер 5 ноября 1968 года в Вильдбад-Кройте.